# Џехенем
Џехенем (арап. جهنم пакао) у исламу, је као и у већини религија, мјесто мучења на оном свету. Супротност Џехенема је Џенет (арап. جنّة рај). Људи одлазе у рај или пакао према својим поступцима и веровањима у свету. Казна се добија у складу са степеном греха који је неко починио током свог живота.

## Куран
Према веровању ислама, неверници (који негирају један или више принципа веровања), многобошци (они који се противе јединству Алаха према исламском веровању) и лицемери (они који изгледа верују, али не верују и ислам) после смрти, у „степену пакла" заувек ће остати и бити мучени. 
Џехенем се у Курану помиње као место предстојеће казне грешника: „Пакао им је станиште које им је обећано свјема“ (15:43). Према Курану, „Он их је зато створио, да би се испунила она Божја ријеч коју он бијаше рекао: Ја ћу у исто време напунити пакао и ђенијима и људима“ (11: 120). „Чак и ако пате, пребивалиште ће им бити Ватра“ (41:24). „Зар вам нису речени моји стихови, а ви сте их порекли“ (23: 105).— Коран у преводу Миће Љубибратића
Према Курану, светој књизи религије ислама, Алах ће многобошце (оне који Алахове партнере повезују) заувек држати у паклу. Разна имена за пакао користе се у Курану, који је света књига ислама, већина ових имена описује пакао: Нар (ватра), Хавие (понор из којег се већина палих не може вратити), Саир ( дивљи огањ и пламен), Леза (бездимни и чисти пламен), Секар (ватра, стихови 26-30 Суре ал-Мудастир и Хутаме (прождрљивост и љута ватра) Такође, у Курану постоји много описа о паклу и оних који трпе муке.
Слика ватре пакла превладава у куранском опису, који се одликује натуралистичким детаљима. Главна мука која очекује грешнике у Џехенему је од запаљеног огња, тамо ће остати заувек. Према веровању ислама, они који су верници, али су грешили, остаће неко време у паклу.
Господар пакла је Молох.

## Опис
Опис исламског пакла веома личи на опис пакла како је описан у јеврејској есхатолошкој литератури. Ово је порекло исламских и хришћанских описа. Тако су неки традиционалистички муслимани персонификовали пакао у фантастичној животињи, слично ономе што се ради у литератури Талмуд и Мидраш.
Куран инсистира, у опису пакла, на ватри и њеном разарајућем карактеру, изгледа да ову ватру изазива као казну пре свега телесну. Исто тако овај, као и јеврејски извори, изазива помрачење. Куран спомиње и друге муке попут кључања воде у коју се бацају проклети, такође описује дрво чији плодови подсећају на главе сатана. Аутор овог одломка могао је да буде инспирисан палмама које су описане јеврејским текстом на улазу у пакао.
Према Курану, пакао је затворен и отворен са седам врата. Чувар, Молох, чува пакао са 19 анђела. Идеја да Гехену чувају анђели налази се у талмудској литератури, што би могло бити порекло куранског описа. Истраживачи су се питали о броју 19, за који је Гуилауме Дие рекао да је можда изабран само за питање риме. Зид одваја овај пакао од раја, за суру 7, категорију човека који се чини на средњем месту. Наведена су различита тумачења овог пасуса.
Куран је представљен као водич за људе да постану верници, да следе закон и да дођу до раја. Тако су „неверници“ обећани ђаволу. Овај израз „неверници“ (кафирун) обухвата различите категорије проклетих, оне који су негирали божанску моћ, оне који су се ругали Курану, оне који се међу верницима нису борили на „Божјем путу“.
Куран наглашава да је боравак у паклу вечан. Ово гледиште нису прихватили сви муслимани, а неки муслимански мислиоци бранили су уништење пакла и раја на крају света.